# Càrrega sense fil

Diagrama de càrrega inductiva

La càrrega sense fil (també coneguda com a càrrega inductiva) és la transferència d'electricitat a través d'ones que arriben als aparells receptors, fent que el dispositiu es carregui. S'instal·len unes bases sobre la superfície de les quals es col·loquen els dispositius receptors, efectuant-se una càrrega de bateries. Es considera que en un futur hi haurà la possibilitat de carregar fins i tot vehicles elèctrics. Aquesta idea va ser desenvolupada per primera vegada per una empresa anomenada HaloIPT, actualment integrada en Qualcomm, amb un concepte anomenat Transferència Inductiva d'Energia (en anglès Inductive Power Transfer - IPT).

## Transferència Inductiva d'Energia

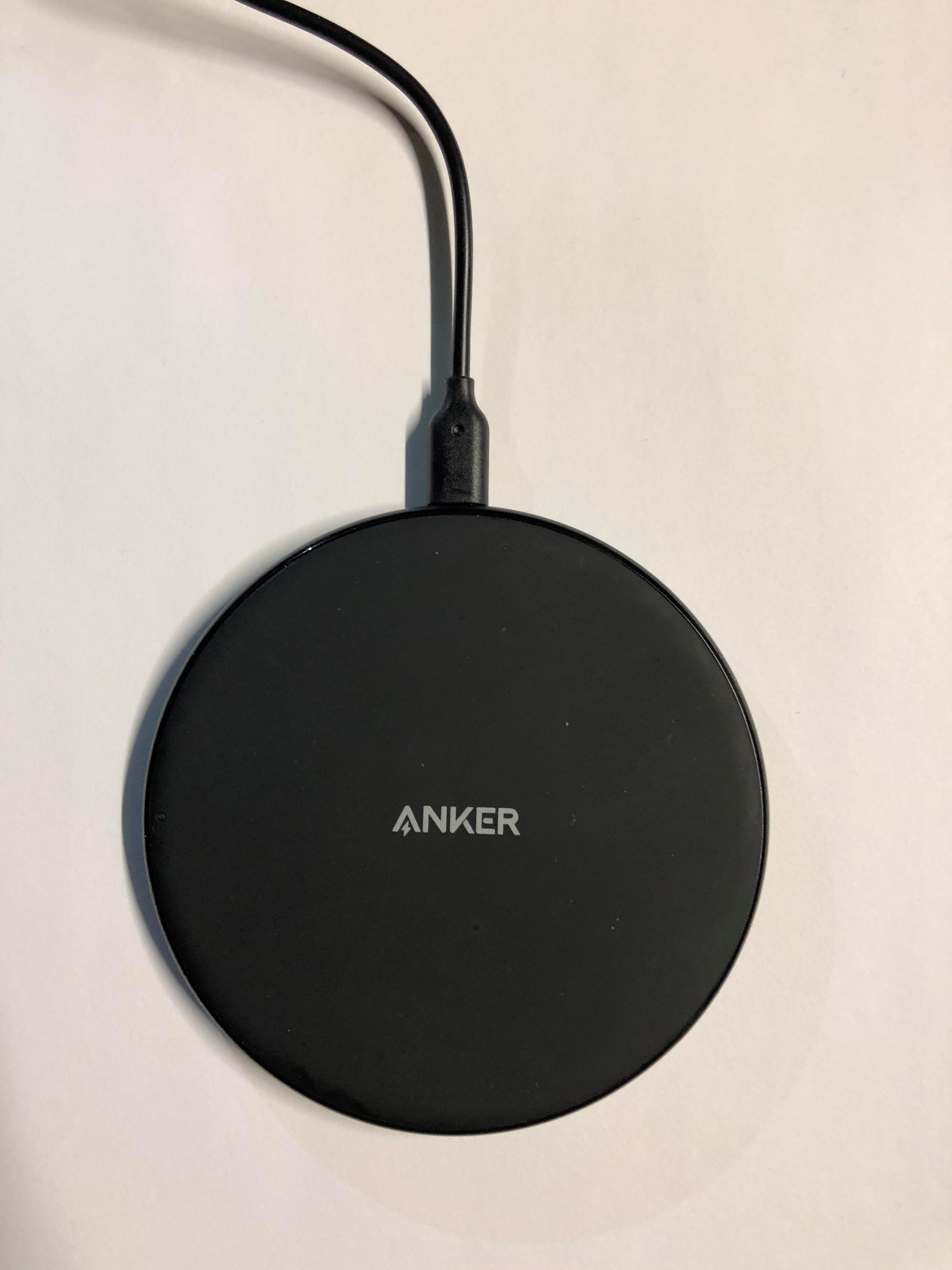
Bobina o pad de recàrrega sense fil Anker utilitzada per carregar dispositius a l'estàndard Qi

La transferència inductiva d'energia es realitza des de la plataforma de transmissió situada a terra fins a la bobina de recepció a l'interior del cotxe elèctric això és per transmetre l'energia a través de la ressonància magnètica. És a dir, que el dispositiu només cal que estigui prop de la bobina per poder captar la seva energia.
La font d'alimentació energitza una bobina al rang de 5-125a connectada a un corrent elèctric. La bobina pot necessitar la compensació de condensadors en sèrie o en paral·lel per reduir el voltatge i els corrents dins del circuit de subministrament.
L'impacte dels punts de càrrega sobre l'entorn és mínim, ja que simplement calen bobines de càrrega. És a dir, que es poden instal·lar a qualsevol lloc. D'altra banda, l'efecte de la ressonància magnètica de l'IPT sobre els usuaris és similar al d'un un raspall elèctric. Per protegir-lo contra el vandalisme, el sistema no es pot desmuntar sense una eina específica. A més, com que el sistema és senzill i no està format per peces mòbils o contactes, el seu desgast és mínim i té una durada llarga. Un altre avantatge d'aquesta tecnologia és que permet que el flux d'energia s'inverteixi i que el vehicle el pugui tornar corrent a la xarxa.
Hi ha dos tipus de càrrega sense fil:
1. Càrrega Electromagnètica Aquest tipus de càrrega és inductiva i utilitza un camp electromagnètic per a la transferència d'energia. Cal una estació de càrrega que envia l'energia a les bateries del dispositiu a carregar. Aquest tipus de càrrega és a poca distància i requereix contacte amb els dispositius.
  1. Avantatges: No hi ha risc de rebre una descàrrega ja que no hi ha contacte directe amb la font d'energia. És segura fins i tot en contacte amb aigua.
  2. Desavantatges: El dispositiu que s'encarrega de la transferència d'energia pot ser menys eficient en comparació amb un sistema de càrrega cablejat.
2. Càrrega per Ressonància:  Aquest tipus de càrrega pot arribar a una distància de 50 centímetres. S'utilitzen dues bobines de coure, una que fa la feina d'enviar l'energia a partir de la font d'energia i una altra que rep l'energia que està connectada al dispositiu a carregar. La transferència d'energia té lloc quan les dues bobines tenen la mateixa freqüència i estan a prop una de l'altre.

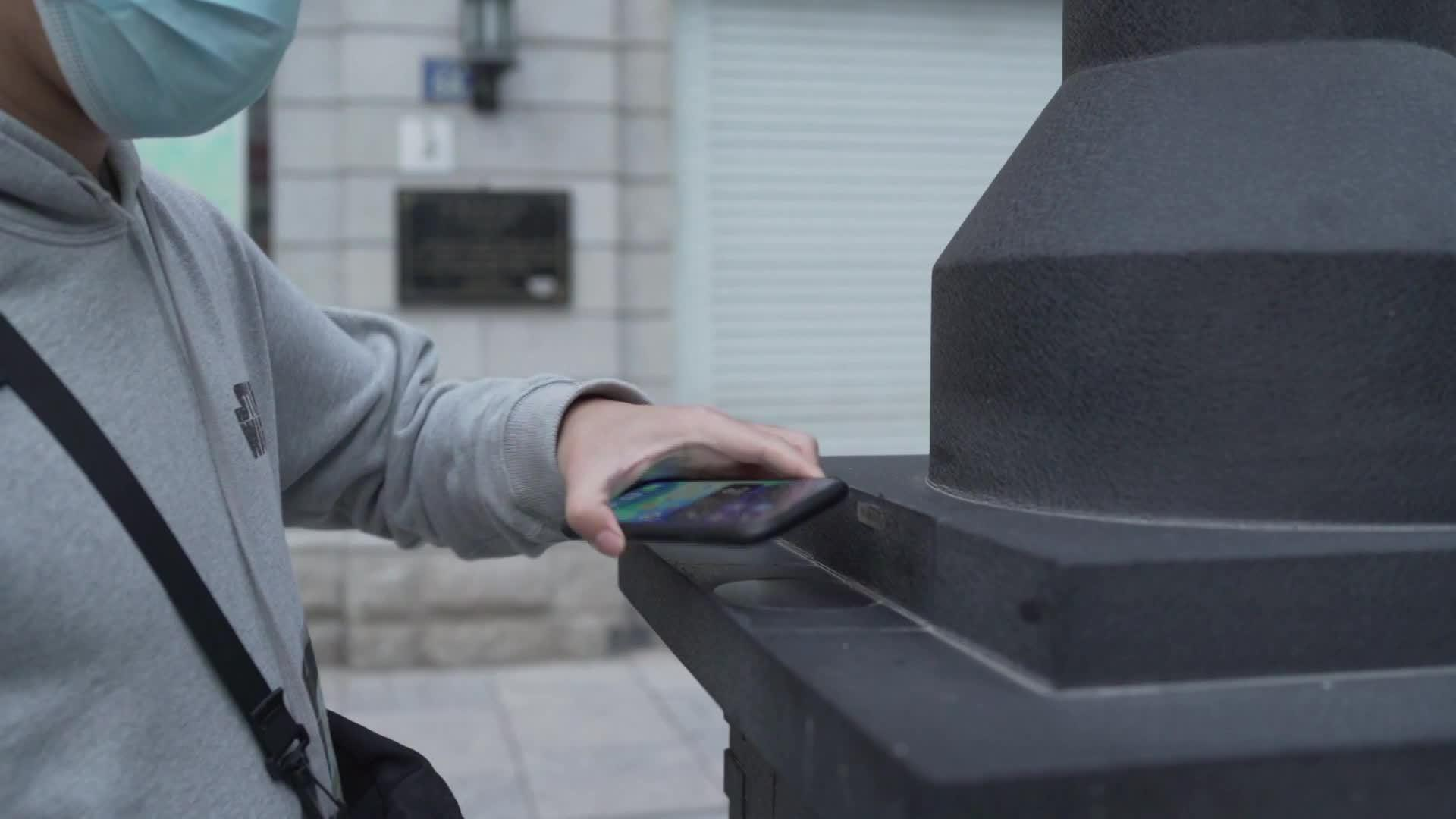
Fanal de càrrega sense fil d'accés públic instal·lada a Wuhan, província de Hubei, Xina

## Potència i usos
La càrrega sense fil pot tenir diferents utilitats. tant per recarregar la bateria de dispositius electrònics com la bateria de vehicles elèctrics, sense necessitat d'utilitzar cables.
La càrrega sense fil de baixa potència per a electrònica de consum - com a raspalls elèctrics - i ara per a telèfons mòbils i ordinadors portàtils porta funcionant diversos anys, transferint uns pocs watts des d'una distància d'uns pocs mil·límetres. Aquesta tecnologia ha fet un salt endavant, ja que es poden transferir quilowatts d'energia des d'una distància d'uns centenars de mil·límetres, sense les pèrdues que existien anteriorment en les transferències d'energia de poca eficiència i s'utilitza en moltes aplicacions industrials per a l'automatització industrial, a part d'haver començat la seva aplicació a la càrrega de vehicles elèctrics.

## Vehicles elèctrics

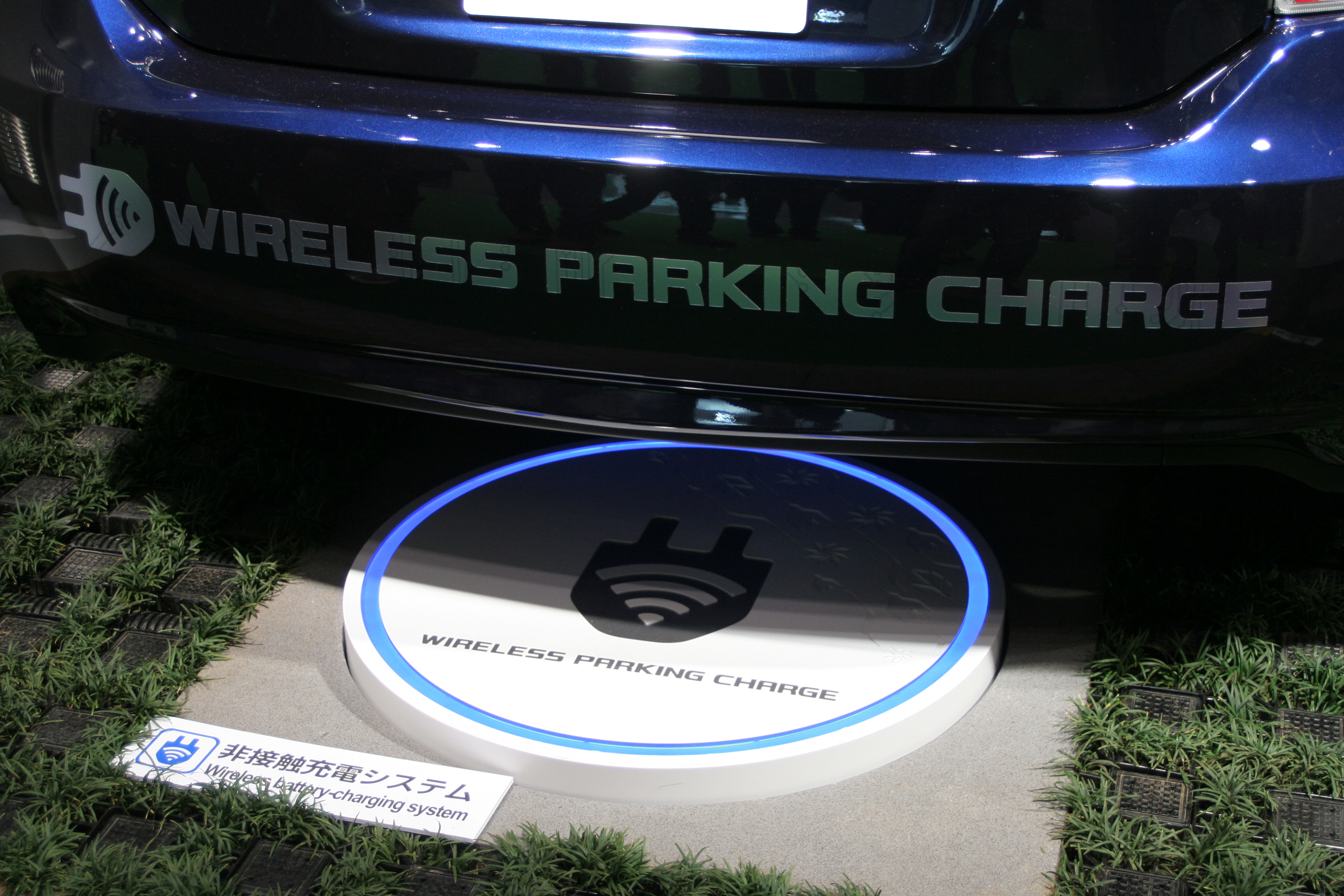
Demostració d'un punt de càrrega sense fil en el Saló de l'Automòbil de Tòquio 2011.

La càrrega sense fil de vehicles elèctrics (en anglès, wireless electric vehicle charging - WEVC), compta amb dos tipus principals de sistemes:
- Sistemes estàtics o estacionaris: s'utilitza mentre el vehicle està estacionat, tant a casa com a la via pública. Actualment companyies com Toyota en col·laboració amb WiTricity pretenen implementar aquest tipus de sistemes de càrrega a vehicles elèctrics no només a la llar, sinó també a les vies públiques. D'altra banda Robert Bosch GmbH ha arribat a un acord amb Evatran[7] per oferir un sistema, anomenat Plugless L2, que és compatible amb els dos models més populars en aquests moments, tant Chevrolet Volt com Nissan Leaf,[8] més de Rolls Royce Phantom 102EX i Citroën C1. El sistema carrega el vehicle elèctric tan ràpid com una estació endollable Nivell 2 (240V) – aproximadament 8 hores per al Nissan LEAF i 3 hores per al Chevrolet Volt.[7]
- Sistemes dinàmics : tenen per objectiu de carregar un vehicle mentre aquest està en moviment, com succeeix amb la versió dinàmica de Qualcomm Halo.[9][10][11]

La tecnologia WEVC utilitza la ressonància magnètica per acoblar l'energia des d'una Unitat de càrrega base (base charging unit - BCU) a una unitat de càrrega del vehicle (vehicle charging unit - VCU). L'energia es transfereix des del pad VCU per mitjà d'acoblament magnètic i es fa servir per carregar les bateries del cotxe. Les comunicacions entre el VCU i BCU asseguren un impacte mínim a la xarxa elèctrica.
El gener de 2019 la filial de Volvo Group, Volvo Group Venture Capital, va anunciar la seva inversió amb l'empresa nord-americana especialista en càrrega sense fil Momentum Dynamics.
Les càrregues s'utilitzaran per als següents tipus de vehicles:
Vehicle tot-elèctricÉs un vehicle que genera la seva tracció i és impulsat per un motor elèctric, el corrent es genera mitjançant energia solar, nuclear o energia química. Els avantatges que tenen és que són silenciosos i la càrrega de la bateria per a un automòbil és de 3 hores de mitjana (de 30 minuts fins a 8 hores, depèn de la font) i són menys contaminants que els vehicles normals, així hi ha la possibilitat de mantenir un ambient més net. Un vehicle elèctric té molt menys manteniment que un cotxe benzina, es redueixen els problemes de manteniment típic dels vehicles com l'oli o la inspecció per gasos contaminants o ajustaments.
Vehicle híbrid elèctricUn "vehicle híbrid" en els termes actuals significa qualsevol automòbil amb una combinació d'un motor elèctric i un altre d'ignició a gasolina o dièsel. Els components principals d'un vehicle híbrid són un motor de combustió interna més un motor que funciona amb electricitat, un generador, un dipòsit de combustible, bateries i transmissió. Hi ha dues classes de motors per a vehicles híbrids: la primera és un Híbrid-Paral·lel, el motor a gasolina i el motor elèctric treballen separadament per moure el vehicle. La segona variant d'un híbrid és coneguda com a Híbrid-Sèrie, el motor de benzina o dièsel no mou el vehicle sinó un generador elèctric que subministra energia a les bateries o al motor elèctric que es connecta a la transmissió i és el que fa moure l'automòbil.

## Estandardització
SAE, IEEE i CENELEC estan treballant en estàndards de càrrega sense fil.